# KOZY'S NIGHT 負け犬勝ち犬
『KOZY'S NIGHT 負け犬勝ち犬』（コージーズ ナイト まけいぬかちいぬ）とは、テレビ東京系列で放送されていたバラエティ番組。2011年10月13日から2012年9月27日まで木曜日未明0:12 - 0:43（水曜日深夜）に放送。全45回。

## 概要
今田耕司と東野幸治に3人のゲストを加えた5人がいろいろなお題に挑戦して、挑戦結果で1位（勝ち犬）・5位（負け犬）を決定していくバラエティ番組である。第1回のお題では、勝ち犬と2位、3位にはご褒美（この回は小向美奈子AVデビュー作「AV女優小向美奈子」を先行鑑賞）があったが、以降は順位を決めるだけにしている。

## 出演者
MC
- 今田耕司
- 東野幸治

進行
- 中川聡（テレビ東京アナウンサー）
- 相内優香（同上）

ナレーション
- 村田秀亮（とろサーモン）

## 主な番付
ケータイロシアンルーレット
出川哲朗が登場する回に思いつきでスマートフォンの電話帳を回し当てた所にかけ1番の思いでを話してもらうという企画。番組内で好評でお題とは別に不定期で放送される。
写真番付

## 放送リスト
| 1  | 10月13日 |                                       | -                                                                                              |
| 2  | 10月20日 | おっさん跳び箱番付                    | ケンドーコバヤシ 桂三度 池谷直樹                                                               |
| 3  | 10月27日 | オッサンが握るおむすび番付            | 出川哲朗 ケンドーコバヤシ 堤下敦（インパルス） 釈由美子                                        |
| 4  | 11月3日  | ヌード写真番付                        | ケンドーコバヤシ ピース 武田航平 佐藤江梨子 三浦理恵子                                         |
| 5  | 11月10日 | 女医が教える感じるセックス番付        | ケンドーコバヤシ カンニング竹山 綾部祐二（ピース） 宋美玄                                      |
| 6  | 11月17日 | 老化番付                              | ウド鈴木（キャイ〜ン） 遠藤章造（ココリコ） 桂三度                                             |
| 7  | 11月24日 | トランポリン番付                      | 桂三度 岩尾望（フットボールアワー） 矢部太郎（カラテカ）                                       |
| 8  | 12月1日  | 緊急事態!放送できる素材がない         | 徳井義実（チュートリアル）                                                                     |
| 9  | 12月8日  | 官能小説番付                          | 出川哲朗 徳井義実（チュートリアル） 入江慎也（カラテカ） ピース 中田敦彦（オリエンタルラジオ） |
| 10 | 12月15日 | 官能小説番付                          | 出川哲朗 徳井義実（チュートリアル） 入江慎也（カラテカ） ピース 中田敦彦（オリエンタルラジオ） |
| 11 | 12月22日 | 今年の勝ち犬は誰だ?勝ち女勝ち男討論会 | ピース 桂三度 藤井隆                                                                           |

| 12 | 1月5日  | 未公開&名場面シーン                                      | -                                                                                       |
| 13 | 1月12日 | 催眠術番付                                               | 児嶋一哉（アンジャッシュ） サバンナ NON STYLE 南裕                                      |
| 14 | 1月19日 | 催眠術番付                                               | 児嶋一哉（アンジャッシュ） サバンナ NON STYLE 南裕                                      |
| 15 | 1月26日 | ケータイロシアンルーレット                               | 出川哲朗 児嶋一哉（アンジャッシュ） 八木真澄（サバンナ） NON STYLE                      |
| 16 | 2月2日  | ヘアカット番付                                           | はんにゃ 藤井隆                                                                         |
| 17 | 2月9日  | サイコパス番付                                           | ケンドーコバヤシ オリエンタルラジオ                                                     |
| 18 | 2月16日 | サイコパス番付                                           | ケンドーコバヤシ オリエンタルラジオ                                                     |
| 19 | 2月23日 | 逆に観たくなる映画番付                                   | 桂三度 天野ひろゆき（キャイ〜ン） ケンドーコバヤシ ピース                               |
| 20 | 3月1日  | 逆に観たくなる映画番付                                   | 桂三度 天野ひろゆき（キャイ〜ン） ケンドーコバヤシ ピース                               |
| 21 | 3月8日  | 第2回緊急事態「ロッシーがきゅうりを食べられなくなった!」 | ロッシー（野性爆弾） 石田明（NON STYLE）                                                |
| 22 | 3月15日 | 官能小説番付・女芸人編                                   | 大島美幸（森三中） 椿鬼奴 友近 小原正子（クワバタオハラ） 矢部太郎（カラテカ）          |
| 23 | 3月22日 | 官能小説番付・女芸人編                                   | 大島美幸（森三中） 椿鬼奴 友近 小原正子（クワバタオハラ） 矢部太郎（カラテカ）          |
| 24 | 4月5日  | 食べゴロシ番付 1時間SP                                   | 天野ひろゆき（キャイ〜ン） 藤井隆 徳井義実（チュートリアル） 中尾彬 鈴木奈々            |
| 25 | 4月26日 | カラテカ入江presents 先輩、この芸人いかがですか?         | 宮川大輔 入江慎也（カラテカ） 綾部祐二（ピース）                                        |
| 26 | 5月3日  | カラテカ入江presents 先輩、この芸人いかがですか?         | 宮川大輔 入江慎也（カラテカ） 綾部祐二（ピース）                                        |
| 27 | 5月10日 | カラテカ入江presents 先輩、この芸人いかがですか?         | 宮川大輔 入江慎也（カラテカ） 綾部祐二（ピース）                                        |
| 28 | 5月17日 | 知られざる今田耕司の素顔 禁断の扉に迫る!!                | 宮川大輔 入江慎也（カラテカ）                                                           |
| 29 | 5月24日 | 写真番付2                                                | ケンドーコバヤシ 千鳥 宮澤正明                                                          |
| 30 | 5月31日 | 写真番付2                                                | ケンドーコバヤシ 千鳥 宮澤正明                                                          |
| 31 | 6月14日 | ドS&ドM番付                                              | ケンドーコバヤシ 次長課長                                                               |
| 32 | 6月21日 | ドS&ドM番付                                              | ケンドーコバヤシ 次長課長                                                               |
| 33 | 6月28日 | 芸人の店を抜き打ちチェック                               | ケンドーコバヤシ 綾部祐二（ピース） オモロー山下                                        |
| 34 | 7月5日  | とびだせ!性春漫画番付                                    | ケンドーコバヤシ フットボールアワー 小沢一敬（スピードワゴン） 田中卓志（アンガールズ） |
| 35 | 7月12日 | とびだせ!性春漫画番付                                    | ケンドーコバヤシ フットボールアワー 小沢一敬（スピードワゴン） 田中卓志（アンガールズ） |
| 36 | 7月26日 | 仕事の合間の暇つぶし番付（前編）                         | 入江慎也（カラテカ） 千鳥                                                               |
| 37 | 8月2日  | オリラジ中田にお詫びの巻                                 | 中田敦彦（オリエンタルラジオ）                                                          |
| 38 | 8月9日  | 仕事の合間の暇つぶし番付（後編）                         | 入江慎也（カラテカ） 千鳥                                                               |
| 39 | 8月16日 | 写真番付3                                                | フットボールアワー ピース                                                               |
| 40 | 8月23日 | 写真番付4                                                | フットボールアワー ピース                                                               |
| 41 | 8月30日 | 写真番付5&蔵出し未公開SP                                 | フットボールアワー ピース                                                               |
| 42 | 9月6日  | 緊急企画! 悩める闇芸人を救い出せ!                        | 中山功太                                                                                |
| 43 | 9月13日 | 緊急企画! 悩める闇芸人を救い出せ!                        | 久保田和靖（とろサーモン）                                                              |
| 44 | 9月20日 | 勝ち男討論会2012                                         | ケンドーコバヤシ 河本準一（次長課長） 千鳥 入江慎也（カラテカ）                         |
| 45 | 9月27日 | 勝ち女2012討論会&緊急企画                                | ケンドーコバヤシ 河本準一（次長課長） 千鳥 入江慎也（カラテカ）                         |

1. ↑  12月29日は『祝!還暦鶴瓶&四十路松嶋100歳大パーティ きらきらアフロ終了!? 一旦撤収SP』（第一部：水曜23:00 - 翌0:53）の為休止。
2. ↑  3月29日は世界卓球2012中継（0:12 - 2:13）の為休止。
3. ↑  0:12 - 1:13枠で放送（テレビ大阪は4月12日と4月19日に分割放送）。
4. ↑  6月7日は『特報!B級ニュースSHOW』（0:12 - 1:13）の為休止。
5. ↑  7月19日は『ドレミファさまぁ～ず♪』（0:12 - 1:13）の為休止。

## ネット局と放送時間
| 放送対象地域   | 放送局         | 系列           | 放送日時（JST）     | 放送開始日     | 遅れ       |
| -------------- | -------------- | -------------- | ------------------- | -------------- | ---------- |
| 関東広域圏     | テレビ東京     | テレビ東京系列 | 木曜 0:12 - 0:43    | 2011年10月13日 | 制作局     |
| 北海道         | テレビ北海道   | テレビ東京系列 | 木曜 0:12 - 0:43    | 2011年10月13日 | 同時ネット |
| 愛知県         | テレビ愛知     | テレビ東京系列 | 木曜 0:12 - 0:43    | 2011年10月13日 | 同時ネット |
| 岡山県・香川県 | テレビせとうち | テレビ東京系列 | 木曜 0:12 - 0:43    | 2011年10月13日 | 同時ネット |
| 福岡県         | TVQ九州放送    | テレビ東京系列 | 木曜 0:12 - 0:43    | 2011年10月13日 | 同時ネット |
| 大阪府         | テレビ大阪     | テレビ東京系列 | 木曜 0:17 - 0:45    | 2011年10月20日 | 7日遅れ    |
| 奈良県         | 奈良テレビ     | JAITS          | 金曜 1:00 - 1:30    | 2011年10月24日 | 8日遅れ    |
| 滋賀県         | びわ湖放送     | JAITS          | 木曜 3:00 - 3:30    | 2011年10月24日 | 14日遅れ   |
| 三重県         | 三重テレビ     | JAITS          | 火曜 0:50 - 1:20    | 2011年10月25日 | 12日遅れ   |
| 長崎県         | 長崎放送       | TBS系列        | 火曜 23:50 - 翌0:20 | 2011年10月25日 | 13日遅れ   |
| 和歌山県       | テレビ和歌山   | JAITS          | 日曜 2:10 - 2:40    | 2011年10月28日 | 17日遅れ   |
| 大分県         | 大分放送       | TBS系列        | 木曜 0:55 - 1:25    | 2011年10月28日 | 14日遅れ   |
| 新潟県         | 新潟放送       | TBS系列        | 水曜 0:20 - 0:50    | 2011年11月2日  | 27日遅れ   |
| 熊本県         | 熊本放送       | TBS系列        | 土曜 0:30 - 1:00    | 2011年11月5日  | 30日遅れ   |
| 島根県・鳥取県 | 山陰中央テレビ | フジテレビ系列 | 日曜 1:05 - 1:35    | 2011年11月6日  | 17日遅れ   |
| 石川県         | 石川テレビ     | フジテレビ系列 | 日曜 1:10 - 1:45    | 2011年11月6日  | 17日遅れ   |

備考
1. ^2011年12月までは0:17 - 0:43の26分枠だった。
2. ^2011年12月までは日曜 23:00 - 23:30の放送だった。
3. ^開始当初は月曜 0:00 - 0:30、2012年2月9日から同年3月までは金曜 2:20 - 2:50、2012年4月から9月までは木曜 2:20 - 2:50。
4. ^2012年3月までは金曜 0:05 - 0:35の放送だった。
5. ^2012年4月までは金曜 0:55 - 1:25の放送だった。

### 過去のネット局
| 放送対象地域 | 放送局       | 系列           | 放送日時（JST）  | 放送期間                       | 遅れ     |
| ------------ | ------------ | -------------- | ---------------- | ------------------------------ | -------- |
| 長野県       | 信越放送     | TBS系列        | 土曜 0:20 - 0:50 | 2011年10月22日 - 2012年3月31日 | 44日遅れ |
| 福島県       | 福島放送     | テレビ朝日系列 | 水曜 0:50 - 1:20 | 2011年10月26日 - 2012年3月28日 | 27日遅れ |
| 福井県       | 福井テレビ   | フジテレビ系列 | 金曜 1:15 - 1:45 | 2011年10月28日 - 2012年3月30日 | 22日遅れ |
| 山口県       | 山口朝日放送 | テレビ朝日系列 | 金曜 0:15 - 0:45 | 2011年10月28日 - 2012年3月30日 | 29日遅れ |
| 鹿児島県     | 鹿児島テレビ | フジテレビ系列 | 土曜 1:50 - 2:20 | 2011年10月29日 - 2012年4月14日 | 23日遅れ |

## スタッフ
- 構成：鈴木おさむ、北本かつら、はしもとこうじ、佐藤ちゃっかり
- ナレーション：村田秀亮（とろサーモン）
- 技術：田中圭介、辻源之、菊地裕介、野瀬一成
- カメラ：吉田健吾、風間誠
- 映像：佐藤誠二、田中竜太、三浦宏一、鳥飼雄一、辻源之
- 音声：松岡努、斉藤孝行
- 照明：和氣義幸
- 技術協力：テクノマックス、ytv Nextry、麻布プラザ
- 美術：小越敏彦
- デザイン：薬王寺哲朗
- タイトル：上田大樹
- 美術進行：仙田拓也
- メイク：山田かつら
- 編集：池田博俊
- MA：中尾和博
- 音効：遠藤治朗
- 番宣：岡仁
- AP：鈴木あゆみ
- デスク：金多賀歩美
- 制作進行：泉亜希子
- AD：菅谷宏樹
- 演出：川田忠仁
- ディレクター：鈴木康浩、佐久間俊輔
- 演出プロデューサー：並木慶（以前は総合演出）
- プロデューサー：伊藤隆行、小平英希、高畑正和
- 協力：バックアップメディア
- 制作協力：吉本興業
- 制作著作：テレビ東京

### 過去のスタッフ
- プロデューサー：今滝陽介、竹本夏絵

## 備考
- この番組終了後の後番組がドラマ『孤独のグルメ Season2[注釈 1]』となったため、『やりにげコージー』以来放送枠を変えながら8年半続いたテレビ東京系列におけるWコウジ司会の番組路線は途絶えることになった。
- 上記の通りテレビ大阪では1週遅れで放送されていたが、関西圏ではABCテレビ[注釈 2]にて今田が司会を務めるバラエティ番組『今ちゃんの「実は…」』が水曜23:17 - 翌0:17枠にて放送されており、『負け犬勝ち犬』の本来の放送時間と5分重複することから、直前の『neo sports』の後の5分間を『たこるTV』で穴埋めして当番組につなげるという編成を取っていた。なお後番組『孤独のグルメ』からは再びキー局同時ネットに戻っている。